# Caixa de velocidades

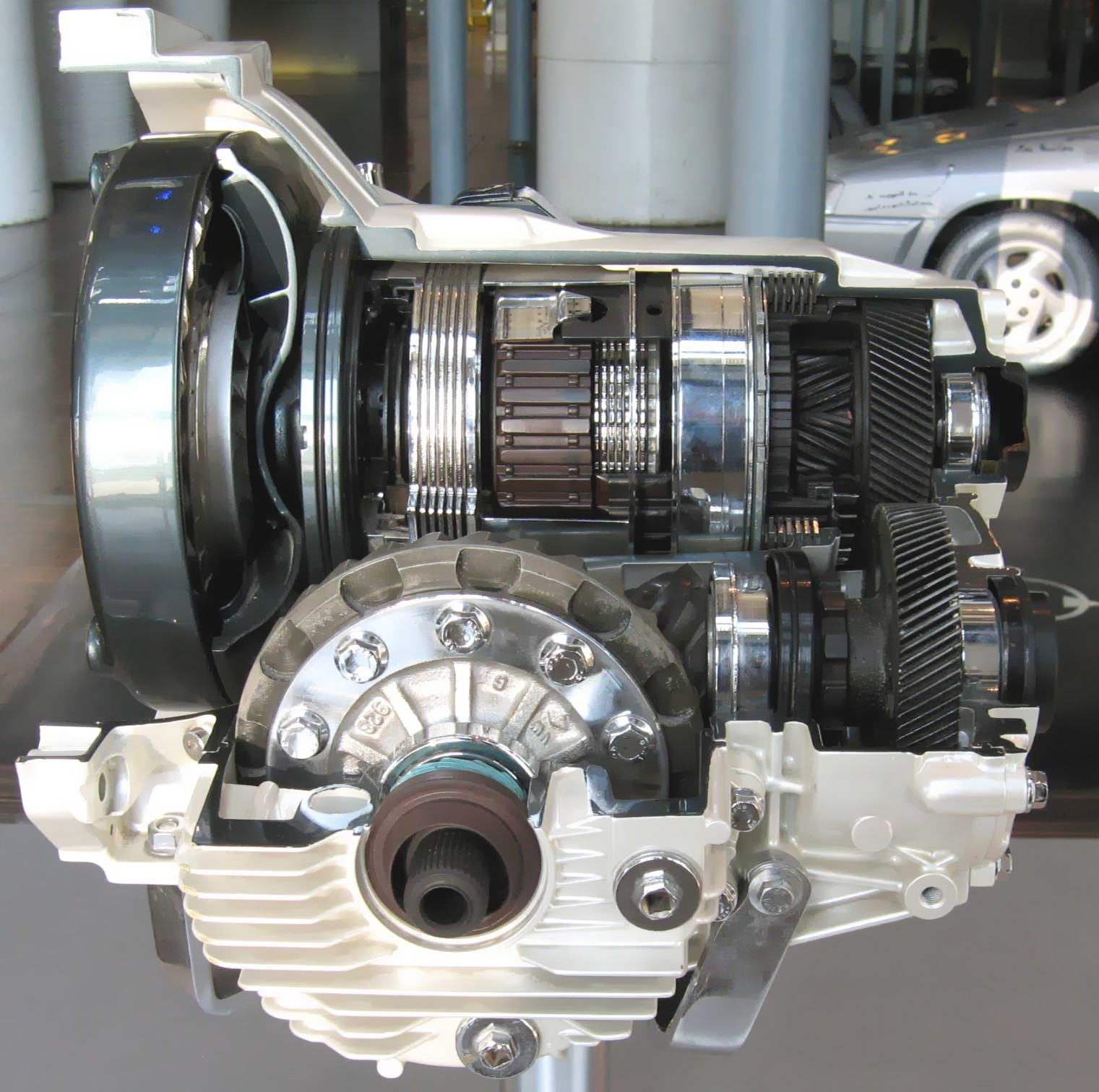
Uma caixa de velocidades automática da Renault

Uma caixa de câmbio, caixa de marchas (português brasileiro) ou caixa de velocidades (português europeu) de um automóvel serve para dividir a rotação do motor para o diferencial ou diretamente para as rodas, por forma a transformar a potência do motor em força ou velocidade, dependendo da necessidade.
O sistema de transmissão é um conjunto de componentes mecânicos, que tem como principal objetivo de armazenar e ou transferir de forma controlada o torque produzido pelo motor em rotação para as rodas de um veículo, alterando a velocidade ou sentido de rotação do eixo. Também pode ser definido como o sistema que garante que os outros componentes do motor recebam a potência do motor.
Em um automóvel, o torque do eixo do motor flui através das transmissões antes de atingir as rodas, dessa forma, durante este processo a velocidade e torque são ajustadas para as diferentes condições que podem ser determinadas pelo condutor manualmente, em casos de transmissão manual ou por uma unidade de controle em caixas automáticas. Os elementos de uma transmissão consistem em:
• Embreagem veicular;
• Caixa de câmbio;
• Cardã;
• Eixo;
• Diferencial. 
A caixa de câmbio fica localizada logo após a embreagem e recebe o torque pelo eixo de entrada, transformando a energia por meio das diversas relações de transmissão, em que cada conjunto de seleção das engrenagens e eixos, representam uma marcha. A Figura 2 ilustra o funcionamento deste componente e suas possibilidades de combinações em um automóvel de cinco marchas.
De uma forma geral e simplificada, quanto maior a rotação do motor em relação à rotação do eixo, maior será a força e, quanto menor a rotação do motor em relação à rotação do eixo, maior será a velocidade. Note-se que o eixo não gira à mesma rotação nem da cambota (virabrequim), nem da saída do diferencial (semieixos). Em suma, a cada marcha ou velocidade da caixa a proporção rotação do motor/rotação do eixo varia solidariamente. Normalmente esta proporção expressa-se tecnicamente por 10:1, 9:1, 1:1.05, 1:8 e assim por diante. Entenda-se, portanto, uma caixa de velocidade como multiplicador de força e/ou velocidade do motor.
Na caixa de velocidades típicas existem duas séries principais de Engrenagens:
1. a árvore primária, que recebe do volante do motor a rotação do motor por intermédio da embreagem;
2. árvore intermediária que recebe o movimento da árvore primária e passa movimento à árvore secundária as respectivas mudanças;
3. e a árvore secundária (de saída), que transmite um submúltiplo dessa rotação ao eixo.

As engrenagens da árvore primária encontram-se em rotação livre, o que permite que, em ponto morto (i.e., sem nenhuma velocidade engatada), não ocorra a transferência da rotação.
No entanto, as engrenagens da árvore secundária (à exceção de uma engrenagem isolada, o de marcha-atrás/ré) encontram-se firmemente ligadas à árvore secundária. A cada volta da árvore primária corresponde uma outra volta, devidamente engatada, da árvore secundária. São as dimensões das voltas (e o princípio da alavanca) que especificam a proporção da (des)multiplicação desejada — obedecendo a leis triviais da física.
Quando se dá a seleção de uma mudança, é engatada uma engrenagem da árvore principal por meio de um bloqueador (do movimento livre da engrenagem para a árvore) que, nos dias de hoje, desempenha a função de sincronizador. Com um funcionamento semelhante ao da embreagem (transmissão por acoplamento), embora as engrenagens disponham de dentes que facilitam o encaixe do sincronizador, a força da árvore principal transmite-se da engrenagem bloqueada para a engrenagem correspondente da árvore secundária.
No caso da marcha atrás/ré, entra em contacto uma engrenagem suplementar do bloco secundário responsável pela mudança da direção de rotação do eixo (e, consequentemente, da marcha). Esta engrenagem (e aquela onde engrena respectivamente na árvore primária) é de dimensões tipicamente semelhantes ao da primeira velocidade, o que permite ao automóvel dispor de força para realizar manobras em superfícies íngremes.